# Exyte

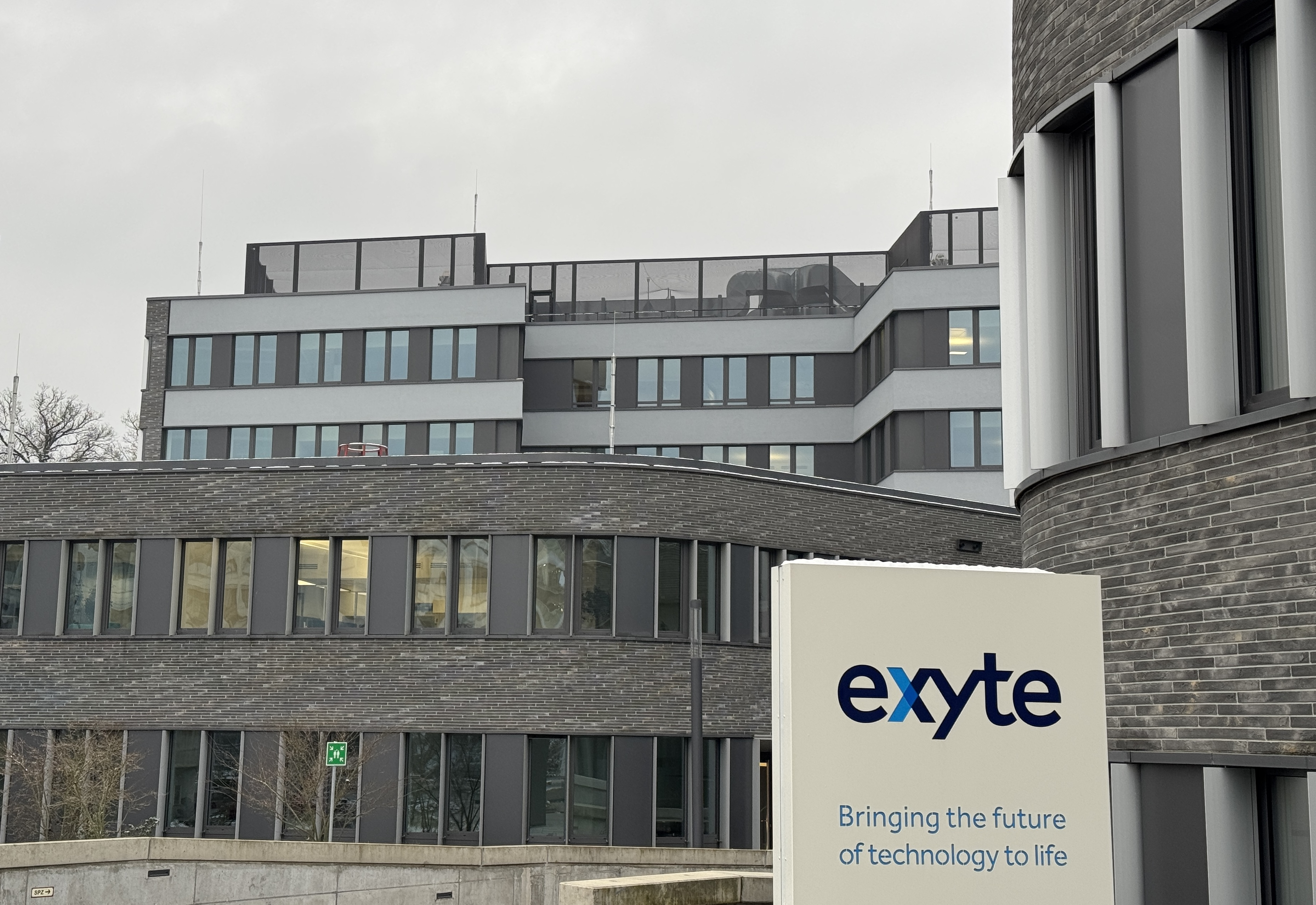
Hauptsitz des Unternehmens in Stuttgart

Die Exyte GmbH  (Eigenschreibweise: exyte; ehemals und z. T. M+W Group) ist ein internationales Gebäudetechnik- und Anlagenbauunternehmen mit Hauptsitz in Stuttgart. Das Kerngeschäft der Exyte Gruppe umfasst Planung und Bau von Halbleiter- und Batteriefabriken, Lösungen für die Biopharma- und Life Sciences-Industrie sowie den Bau von Datenzentren. Das Unternehmen gilt als Pionier im Bereich der Reinraumtechnik.

## Geschichte
Das Unternehmen wurde im Jahr 1912 durch Karl Meissner und Paul Wurst gegründet. Erstes Geschäftsfeld war die Herstellung einer patentierten Anlage zur Absaugung von Spänen und Holzmehl bei der Holzbearbeitung. In den ersten 50 Jahren des Bestehens produzierten Meissner + Wurst vorwiegend Absauganlagen, Ventilatoren und andere lüftungstechnische Geräte.
Ab den 1960er-Jahren begann Meissner + Wurst als Pionier mit der Entwicklung von Reinraumtechnologie. In den folgenden 50 Jahren stieg der Absatz in Folge des weltweiten Wachstums zunächst der Pharma- und später auch der von Halbleiter- und Elektronikindustrie erheblich an, so dass die Reinraumtechnik bald die traditionelle Lüftungstechnik als wichtigsten Geschäftsbereich ablöste.
Insbesondere ab den 1990er-Jahren expandierte das Unternehmen weltweit durch Erweiterung der Geschäftsbereiche, Gründung neuer Niederlassungen und Unternehmenszukäufe. Meissner + Wurst plante und baute nun komplette Labor- und Produktionsanlagen für die Elektronik- und Photovoltaikindustrie, aber auch für die Optik-, Chemie- und Pharmaindustrie, für die Medizin-, Bio-, Nano- und andere Hochtechnologiebranchen.
Im Oktober 1994 übernahm Jenoptik das Unternehmen und fusionierte es im August 1998 mit der Zander Klimatechnik AG aus Nürnberg zu M+W Zander. Der Bereich Gebäudetechnik wurde im Jahr 2004 unter dem Namen M+W Zander Gebäudetechnik GmbH im Rahmen eines Management-Buy-outs aus dem Unternehmensverbund herausgelöst und im Februar 2007 in caverion GmbH umbenannt. 2005 übernahm der Schweizer Finanzinvestor Springwater Capital das Unternehmen. Im Jahr 2008 wurde der Bereich Facility Management an die zum Bilfinger-Konzern gehörige HSG abgegeben. Seitdem firmierte das Unternehmen nur noch als M+W Group, kurz M+W. Seit 2009 gehört die M+W Group zu 100 % der österreichischen Beteiligungsgesellschaft Stumpf Group.

### Umbenennung und Neufirmierung

Logo der M+W Group

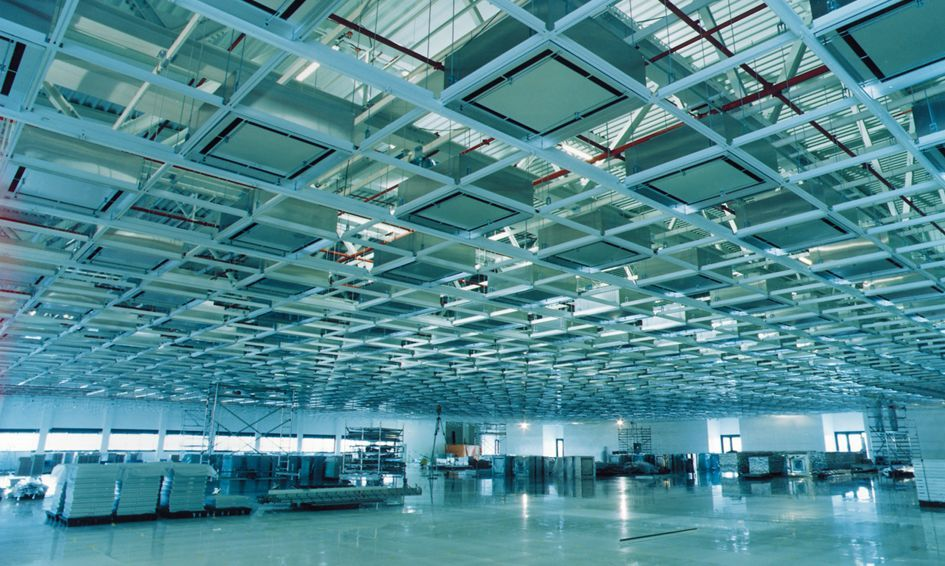
Reinraum für Mikroelektronikfertigung

Die Exyte Gruppe entstand im Jahr 2018 durch Ausgründung aus der 1912 in Stuttgart gegründeten M+W Group GmbH. Hauptgesellschaft ist die Exyte GmbH. Dabei verblieben Teile der Geschäftstätigkeiten – insbesondere die Energietechnik-Projekte – in der M+W Group. In der Exyte GmbH wurde das Halbleiter- und Batteriefabrikgeschäft sowie das Geschäft für die Biopharma- und Life Sciences-Industrie und für Datenzentren gebündelt.
Im September 2018 gab das Unternehmen bekannt, dass ein größerer Minderheitsanteil über einen Börsengang veräußert werden soll. Dieser Börsengang wurde im Oktober desselben Jahres aufgrund von ungünstigen Marktbedingungen verschoben.
Im November 2022 entscheidet die BDT Capital Partners, eine bedeutende Minderheitsbeteiligung an Exyte zu erwerben.

### Expansion
Exyte fokussiert sein Unternehmensprofil auf die Kernsparten Halbleiter- und Batteriefertigung, Bio- und Life-Sciences-Industrie und Datenzentren und baut seine Personalressourcen massiv aus, um das angestrebte Umsatzwachstum in diesen Bereichen zu bewältigen. Darüber hinaus wird die Expansion auch über Unternehmensbeteiligungen und -zukäufe vorangetrieben. Im April 2024 gibt Exyte die größte Akquisition der Firmengeschichte bekannt und kauft den fränkischen Mitbewerber Kinetics. Dieses Unternehmen ist in Chipwerken unter anderem dafür zuständig, die Chemie- und Gassysteme zu bauen und zu betreiben.
Mit dem massiven Investitionsvolumen in der Halbleiterindustrie kann auch Exyte das Umsatzwachstum signifikant steigern und mit knapp 10.000 Mitarbeitern 7,1 Milliarden Euro Umsatz erwirtschaften.

## Konzernstruktur

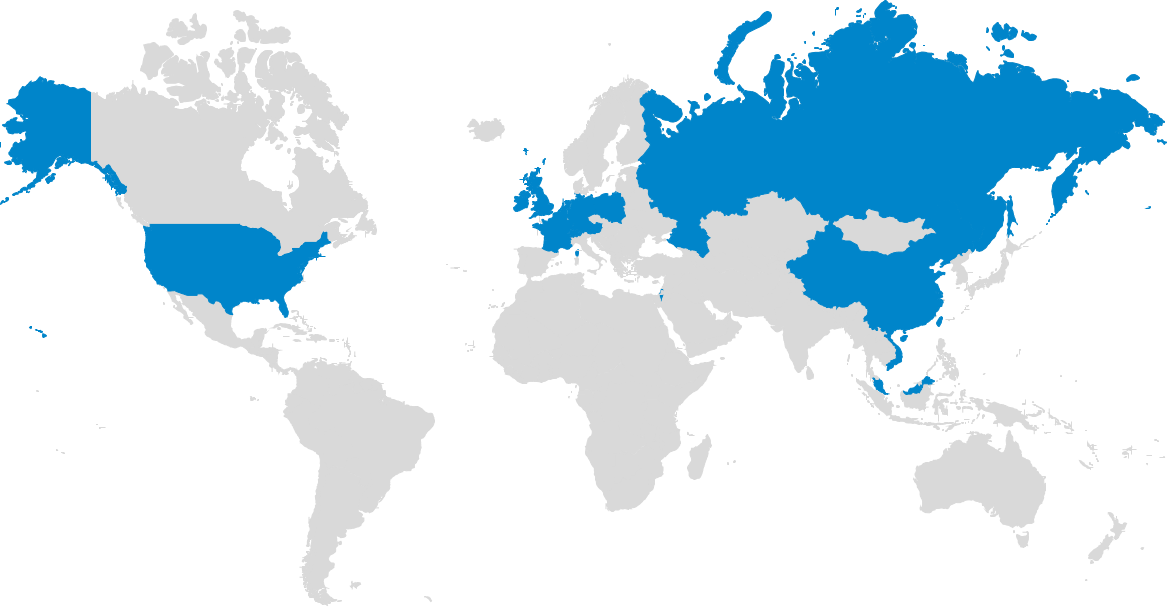
Exyte Group Standorte (Februar 2019)

Muttergesellschaft der Exyte-Gruppe ist die Exyte Holding GmbH. Der Konzern lässt sich in drei Geschäftsbereiche und zusammenhängende Segmente aufteilen:
- Advanced Technology Facilities  – Segmente: Halbleiter, Flachbildschirme, Photovoltaik, Batterien[22]
- Biopharma & Life Sciences  –  Segmente: Pharma- und Biotechnologie, Lebensmittel und Nahrung, Consumer Care, Spezialchemikalien oder Spezialchemie
- Data Centers  – Segmente: Cloud Computing Solutions, Co-Location, Hochleistungsrechner, Unternehmensdaten

Das Unternehmen hat weltweit Dependancen und Produktionsstandorte in Asien, Europa und Nordamerika.

## Dienstleistungen und Produkte
Das Unternehmen bietet je nach Geschäftsbereich unterschiedliche Ingenieur- und Beratungsdienstleistungen und Produkte an. Vor allem die Planung und das Design von Hightech-Produktionsanlagen (z. B. in Reinräumen) sind Schwerpunkt der Unternehmensgruppe. Der Bereich M+W Products wurde in Exyte Technology GmbH umbenannt und bietet vor allem Klima- und Kontrollsysteme an.

## Soziales Engagement
Mitarbeiter des Unternehmens gründeten 2005 den Förderverein Care for Kids e. V. Der Verein unterstützt weltweit Kinder und Jugendliche in den Bereichen Bildung und Gesundheit. Die Initiative wird aktiv vom Unternehmen gefördert.

## Relevante Auszeichnungen
- 2017 Excellent Contractor Award and Safety Team / 优秀厂商奖和安全团队[28]
- 2024 Wirtschaftswoche: Weltmarktführer[29]